# Max Fleischer (architekt)
Max Fleischer (29. března 1841, Prostějov – 8. prosince 1905, Vídeň) byl rakouský židovský architekt z Moravy.

## Život
Nejprve studoval na Technické univerzitě ve Vídni a v roce 1863 přestoupil na tamní Akademii výtvarných umění, kde  studoval u Augusta Sicarda von Sicardsburg (1813–1868) a Eduarda van der Nülla (1812–1868). Po ukončení školy nastoupil Fleischer do architektonické kanceláře Friedricha von Schmidt (1825–1891), který projektoval novou vídeňskou radnici, díky čemuž se Fleischer účastnil tohoto projektu. Napravo od hlavního vchodu do tzv. Volkshalle se dodnes dochovala jeho vlastní busta. 
V roce 1887 se Fleischer osamostatňuje, zakládá vlastní architektonickou kancelář. Nejprve tvořil ve Vídni: projektoval zde čtyří novogotickésynagogy: menší tzv. Patientensynagoge v AKH Wien, Schmalzhoftempel, Neudeggergaße a Müllnergaße. 
Dalé dostává zakázky i na rodné Moravě, poté i v Čechách: opět v novogotickém slohu vznikají postupně synagogy v Brně, Českých Budějovicích, Pelhřimově a naposledy světově známá Velká plzeňská synagoga, která se jakožto jediná z grandiózních synagogálních staveb vůbec dochovala dodnes. Projektoval také hřbitovní domy a modlitebny v Břeclavi, Kremži, Ivančicích, Brně a Mikulově. Často vybíral gotické motivy do městských staveb kvůli propagaci židovství. Dalšími jeho díly byly také náhrobky pro Adolfa Fischhofa (1816–1893) a Salomona Sulzera (Loewy) (1804–1890). 
Architekt Johann Miedel (1860–1945) byl ve své tvorbě stavitelem synagog, který byl ovlivněn právě Maxem Fleischerem. Miedel proto také dokončil některé Fleischerovy práce i některé ještě nezahájené, jako např. obřadní síň na židovském hřbitově v Brně a po Fleischerovy smrti převzal i jeho ateliér.
Dne 20. listopadu 2008 byla pro vzpomínku a na jeho počest odhalena v 7. vídeňském okrese v ulici „Neustiftgasse 64“ pamětní deska.

## Stavby
- Kremže (Krems an der Donau), synagoga [1]
- Vídeň, synagoga ve staré AKH
- Vídeň, synagoga v ulici „Neudeggergasse“
- Vídeň, synagoga v ulici „Schmalzhofgasse“
- Vídeň, spolková synagoga v ulici „Müllnergasse“
- Tovačov, nástavba zámecké věže "Formosa" a rozšíření zámku
- Gliwice (něm. Gleiwitz v horním Slezsku), synagoga a "kirkut" (pohřební hala) – nový židovský hřbitov Gliwice-Szobiszowice
- Brno, synagoga a „Kirkut“ (pohřební síň) – židovský hřbitov Brno
- Břeclav, synagoga
- Synagoga v Pelhřimově
- Prostějov, nájemní dům, Pernštýnské nám. 7
- Prostějov, rodinná vila tov.Katze, Rejskova ul.
- České Budějovice, synagoga
- Vídeň, 14. okres, „Sofienalpenstraße 11“, postaven 1873
- Mikulov, obřadní síň židovského hřbitova v Mikulově
- Ivančice, obřadní síň židovského hřbitova v Ivančicích

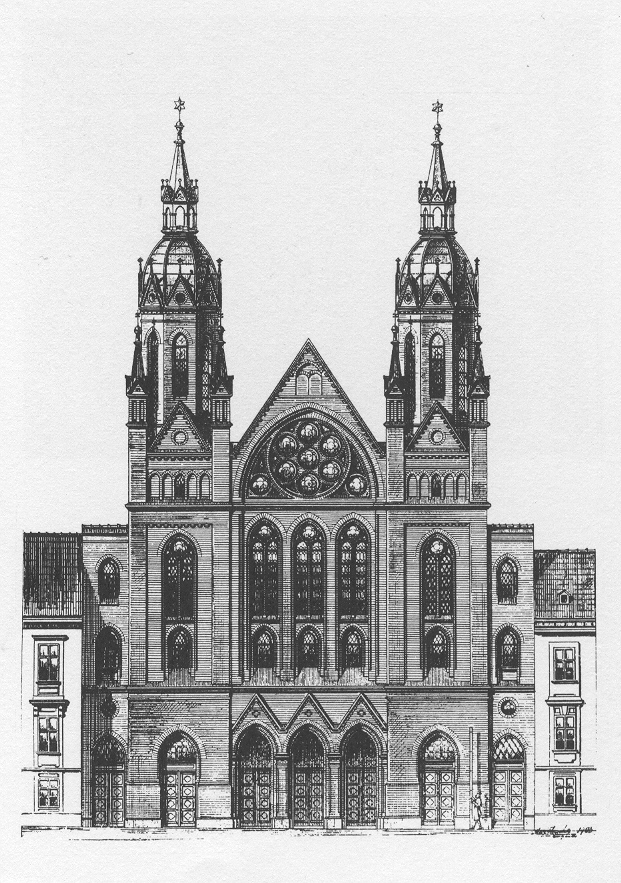
Vídeň, synagoga v ulici Neudeggergasse
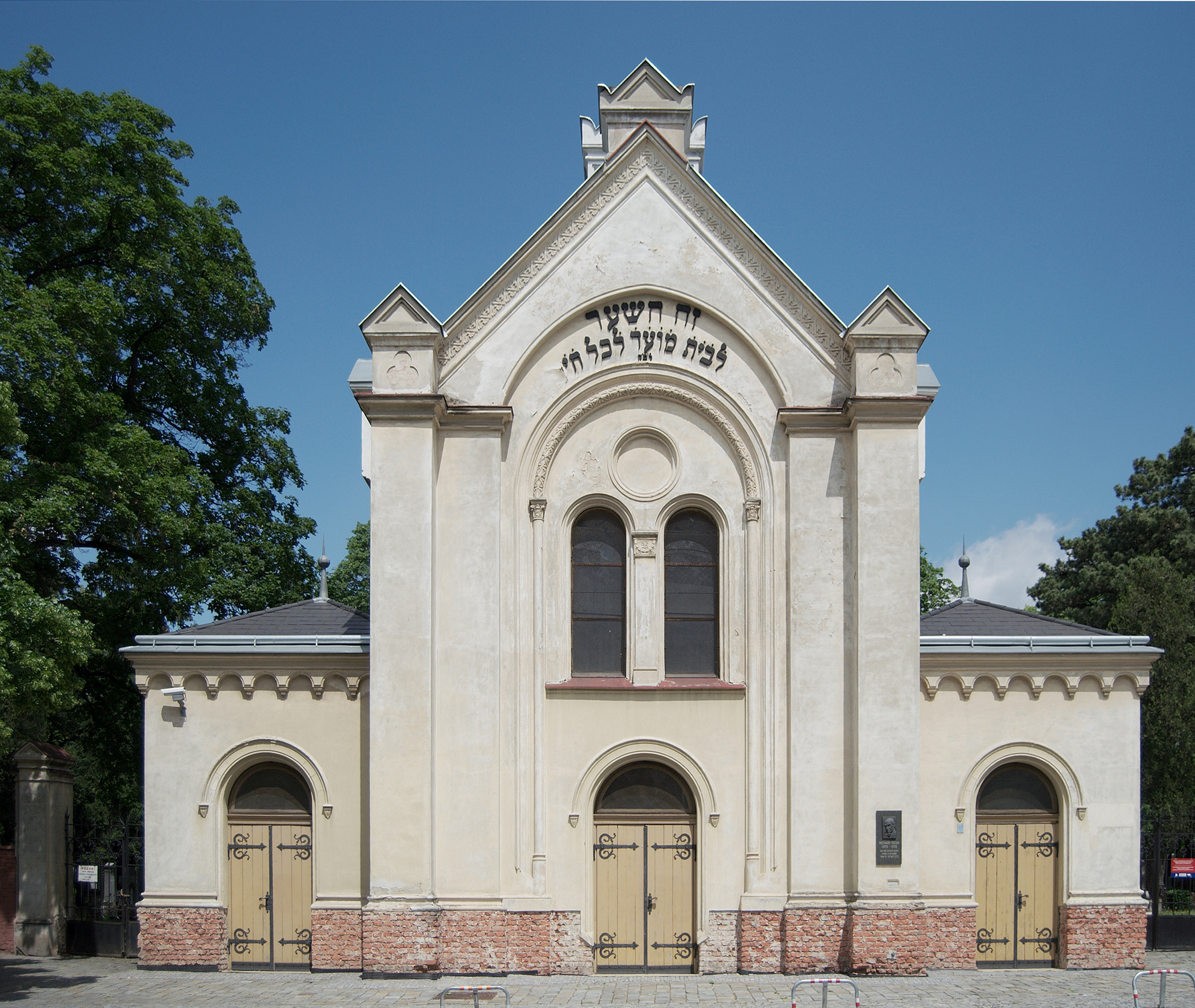
Brno, obřadní síň židovského hřbitova
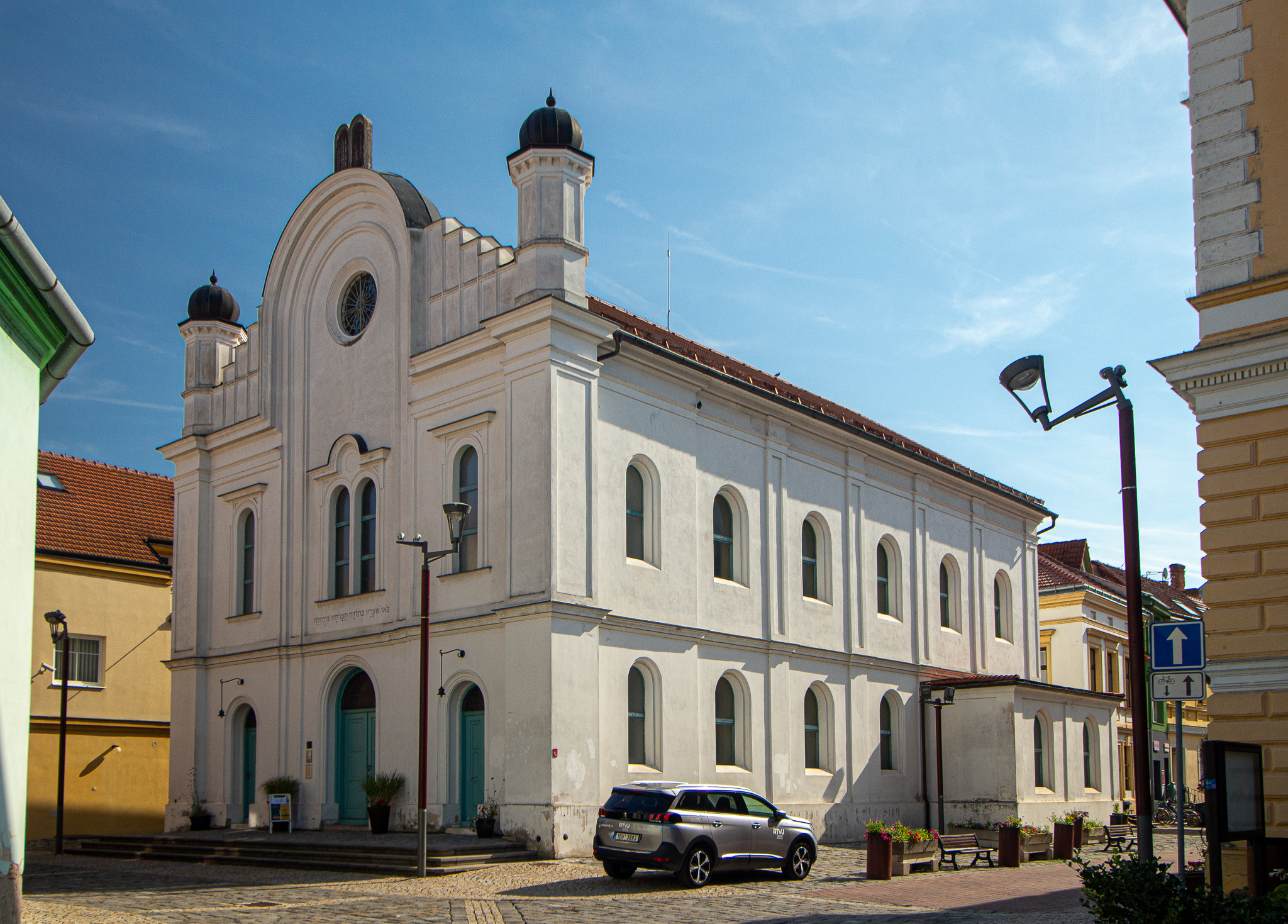
Břeclav, synagoga
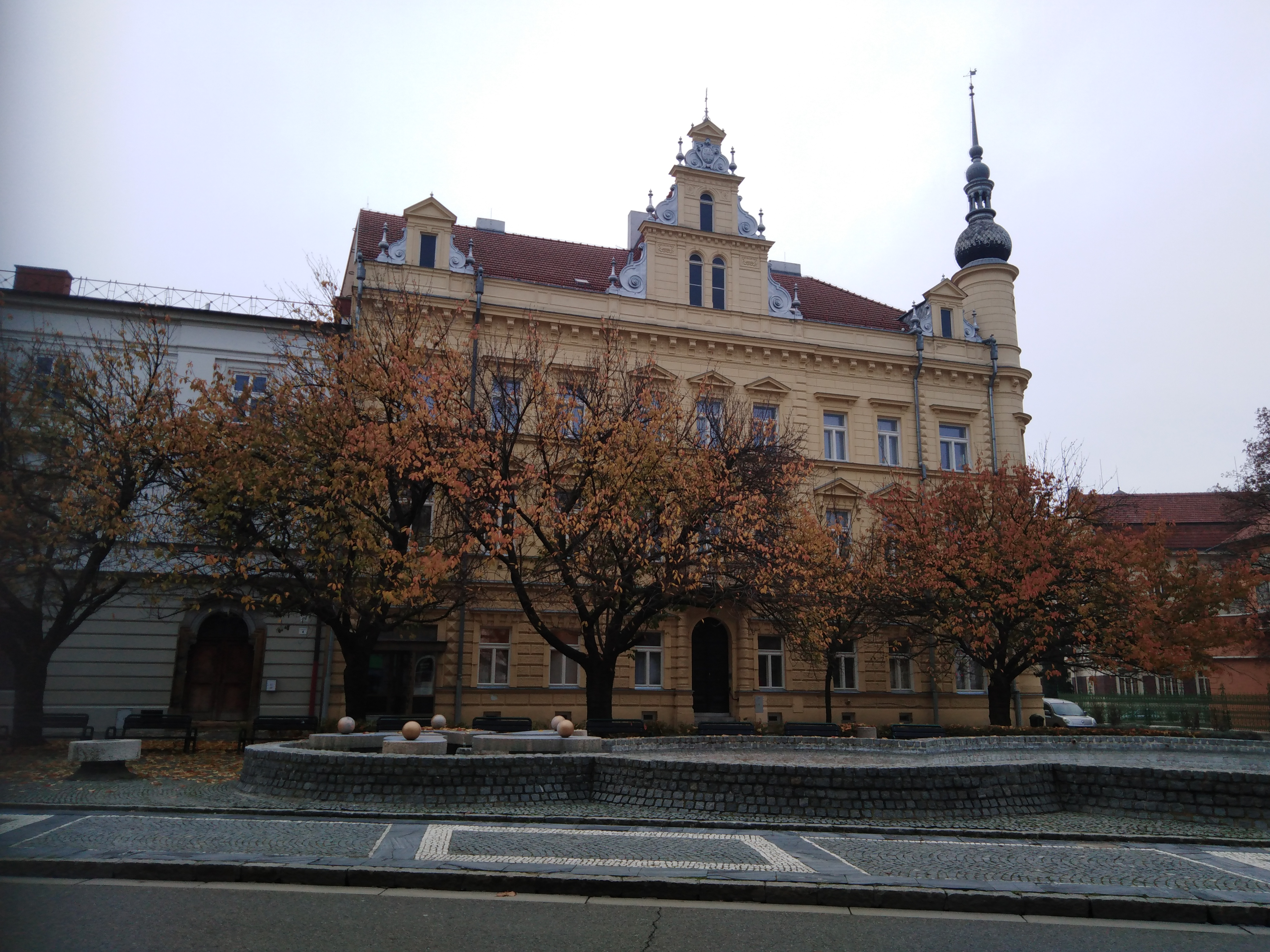
Nájemní dům, Prostějov